# Bassintaré
Bassintaré est une commune située dans le département de Zabré de la province de Boulgou dans la région du Centre-Est au Burkina Faso.